# 103 Rezerwowy Pułk Szwoleżerów
103 Rezerwowy Pułk Szwoleżerów – oddział kawalerii Wojska Polskiego w II Rzeczypospolitej improwizowany w trakcie kampanii wrześniowej 1939 roku.

## Formowanie pułku
Nadwyżki rezerwistów i kadry zbierane przez szwadron zapasowy 3 pułku szwoleżerów Mazowieckich w Grodnie i Suwałkach, które były zmobilizowane od 31 sierpnia 1939 roku, stanowiły one część Zgrupowania Ośrodków Zapasowych Suwalskiej i Podlaskiej Brygad Kawalerii. Z uwagi na zagrożenie rejonów stacjonowania zostały ewakuowane w dniach 12-15 września do Wołkowyska. Tam rozpoczęto tworzenie z kadr i rezerwistów ośrodka, 103 rezerwowego pułku szwoleżerów pod dowództwem byłego dowódcy 3 pułku szwoleżerów ppłk. st. sp. Zdzisława Kwiatkowskiego. Pułk był formowany jako ostatni z pułków kawalerii Rezerwowej Brygady Kawalerii „Wołkowysk” pod dowództwem płk. Edmunda Heldut-Tarnasiewicza. Ze względu na brak koni oraz pierwszeństwo w ich przydziale do 101, 102 i 110 pułków ułanów, 103 pułk szwoleżerów formowano jako pieszy. Do Rezerwowej BK „Wołkowysk” dołączyli po 15 września oficerowie i szwoleżerowie z 3 pszw., którzy po walkach pod Olszewem utracili łączność z trzonem osobowym macierzystego pułku, ale w większości nie weszli w skład 103 pszw.. Ostatecznie formowanie pułku zakończono 17 września 1939.

## Działania bojowe 103 rezerwowego pułku szwoleżerów
17 września 1939 roku pułk wraz z całością brygady podjął marsz w kierunku Wilna w celu wzmocnienia obrony miasta po agresji ZSRR na wschodnie tereny Polski. 18 września z rozkazu gen. bryg. st. sp. Wacława Przeździeckiego dowódcy Zgrupowania Wojsk Obrony Rejonu Wołkowyska zmieniono kierunek marszu na Grodno, które miało być bronione. W trakcie marszu brygady przez miejscowości Mosty, Skidel pułk stanowił ariergardę brygady prowadził potyczki z dywersantami komunistycznymi. W nocy 20/21 września pułk zatrzymał się w Wiercieliszkach, osłaniając Grodno od wschodu. 21 września o godz. 11.00 wszedł do Grodna, gdzie patrolował północne dzielnice miasta likwidując dywersję w walkach ulicznych i częścią sił wsparł 102 pułk ułanów, reszta stanowiła odwód dowódcy brygady. Wymaszerował z Grodna w godzinach przedwieczornych 21 września, nocą osiągnął rejon miejscowości Grandzicze i Hoża. Po moście saperskim i przeprawą promową przeprawił się przez Niemen i zajął rejon wsi Nowosady, Wasilewicze. W godzinach nocnych i porannych 103 rez. pszw. nie brał raczej udziału w walkach o Kodziowce i Sopoćkinie jak pozostałe oddziały brygady. W dniu 22 września 103 pułk szwoleżerów maszerował w straży tylnej brygady przez Radziwiłki, Sanicze ku Kaletom prowadząc walki osłonowe i opóźniające z patrolami pancerno-motorowymi i kawaleryjskimi Armii Czerwonej. 23 września prowadził walki z wrogiem w lasach wokół Kalet wycofując się stopniowo w kierunku granicy z Litwą w rejonie miejscowości Stanowisko i Budwieć. Wobec braku żywności, wyczerpania żołnierzy, postępującego rozkładu jednostki oraz wyczerpania amunicji nocą 23/24 września 103 pułk szwoleżerów przekroczył granicę i został internowany na Litwie.

## Szwoleżerowie 103 rezerwowego pułku
- dowódca pułku - ppłk st. sp. Zdzisław Kwiatkowski (3 p szwol.)[4]
- zastępca dowódcy pułku - rtm. Julian Bąkowski (5 p uł.)
- kwatermistrz - rtm. Stefan Bogusławski (3 p szwol.)
- adiutant pułku - ppor. rez. Wacław Sieczkowski (do +21 IX 1939) (3 p szwol.)
- dowódca 1 szwadronu - por. Alfred Grabski (3 p szwol.)
- dowódca 2 szwadronu - ppor. Jerzy de Virion (1 p uł.)
- dowódca 3 szwadronu - por. Wacław Polkowski
- dowódca 4 szwadronu - por. Stefan Eugeniusz Krasuski (10 p uł.)
- dowódca szwadronu ckm - ppor. Bohdan Garliński (1 p uł.)
- dowódca plutonu łączności - NN
- dowódca plutonu konnego - NN
- dowódca szwadronu gospodarczego - NN